# MRPL15
MRPL15 (англ. Mitochondrial ribosomal protein L15) – білок, який кодується однойменним геном, розташованим у людей на короткому плечі 8-ї хромосоми. Довжина поліпептидного ланцюга білка становить 296 амінокислот, а молекулярна маса — 33 420.
| 10         |  | 20         |  | 30         |  | 40         |  | 50         |
| ---------- |  | ---------- |  | ---------- |  | ---------- |  | ---------- |
| MAGPLQGGGA |  | RALDLLRGLP |  | RVSLANLKPN |  | PGSKKPERRP |  | RGRRRGRKCG |
| RGHKGERQRG |  | TRPRLGFEGG |  | QTPFYIRIPK |  | YGFNEGHSFR |  | RQYKPLSLNR |
| LQYLIDLGRV |  | DPSQPIDLTQ |  | LVNGRGVTIQ |  | PLKRDYGVQL |  | VEEGADTFTA |
| KVNIEVQLAS |  | ELAIAAIEKN |  | GGVVTTAFYD |  | PRSLDIVCKP |  | VPFFLRGQPI |
| PKRMLPPEEL |  | VPYYTDAKNR |  | GYLADPAKFP |  | EARLELARKY |  | GYILPDITKD |
| ELFKMLCTRK |  | DPRQIFFGLA |  | PGWVVNMADK |  | KILKPTDENL |  | LKYYTS     |

A: Аланін

C: Цистеїн

D: Аспарагінова кислота

E: Глутамінова кислота

F: Фенілаланін

G: Гліцин

H: Гістидин

I: Ізолейцин

K: Лізин

L: Лейцин

M: Метіонін

N: Аспарагін

P: Пролін

Q: Глутамін

R: Аргінін

S: Серин

T: Треонін

V: Валін

W: Триптофан

Кодований геном білок за функціями належить до рибонуклеопротеїнів, рибосомних білків. 
Локалізований у мітохондрії.